# Nuoto ai campionati europei di nuoto 2014 - Staffetta 4x100 metri misti femminile
La staffetta 4x100 m misti femminile degli Europei 2014 si è svolta il 24 agosto 2014. Le batterie si sono svolte la mattina, mentre la finale si è svolta la sera dello stesso giorno.

## Medaglie
| Posizione | Oro                                                                          | Argento                                                                       | Bronzo                                                                                        |
| --------- | ---------------------------------------------------------------------------- | ----------------------------------------------------------------------------- | --------------------------------------------------------------------------------------------- |
| Paese     | Danimarca                                                                    | Svezia                                                                        | Regno Unito                                                                                   |
| Atlete    | Nie Østergaard Nielsen Rikke Møller Pedersen Jeanette Ottesen Pernille Blume | Ida Lindborg Jennie Johansson Sarah Sjöström Michelle Coleman Louise Hansson* | Georgia Davies Sophie Taylor Jemma Lowe Francesca Halsall Elizabeth Simmonds* Rebecca Turner* |

## Record
Prima della manifestazione il record del mondo (RM) e il record europeo (EU) erano i seguenti.
| Record mondiale       | 3'52"05 | Stati Uniti | 4 agosto 2012 Londra, Regno Unito |
| Record europeo        | 3'55"79 | Germania    | 1º agosto 2009 Roma, Italia       |
| Record dei campionati | 3'58"43 | Germania    | 27 maggio 2012 Debrecen, Ungheria |

Durante la competizione sono stati migliorati i seguenti record:
| Data      | Evento | Nazione   | Tempo   | Record |
| --------- | ------ | --------- | ------- | ------ |
| 24 agosto | Finale | Danimarca | 3'55"62 | ,      |

## Risultati

### Batterie
| Pos. | Batteria | Corsia | Nazione     | Atlete | Tempo   | Note |
| ---- | -------- | ------ | ----------- | --- | ------- | ---- |
| 1    | 1        | 3      | Danimarca   | Mie Nielsen (1'00"43) Rikke Møller Pedersen (1'06"37) Jeanette Ottesen (59"10) Pernille Blume (53"92)                         | 3'59"82 | Q    |
| 2    | 1        | 4      | Paesi Bassi | V"D" Wendy Zanden (1'02"89) Moniek Nijhuis (1'07"51) Inge Dekker (57"40) Femke Heemskerk (53"48)                              | 4'01"28 | Q    |
| 3    | 1        | 5      | Svezia      | Ida Lindborg (1'01"31) Jennie Johansson (1'06"89) Louise Hansson (1'00"09) Michelle Coleman (53"54)                           | 4'01"83 | Q    |
| 4    | 2        | 6      | Regno Unito | Elizabeth Simmonds (1'00"92) Sophie Taylor (1'08"05) Jemma Lowe (58"50) Rebecca Turner (55"56)                                | 4'03"03 | Q    |
| 5    | 2        | 7      | Italia      | Arianna Barbieri (1'02"06) Giulia De Ascentis (1'08"87) Elena Di Liddo (58"32) Erika Ferraioli (54"40)                        | 4'03"65 | Q    |
| 6    | 2        | 4      | Ucraina     | Daryna Zevina (1'01"97) Mariya Liver (1'07"52) Lyubov Korol (59"68) Darya Stepanyuk (54"94)                                   | 4'04"11 | Q    |
| 7    | 2        | 3      | Spagna      | Duane Da Rocha Marce (1'00"88) Jessica Vall Montero (1'08"23) Judit Ignacio Sorribes (59"55) Fatima Gallardo Carapeto (55"57) | 4'04"23 | Q    |
| 8    | 2        | 2      | Russia      | Daria Ustinova (1'01"06) Maria Astashkina (1'08"62) Svetlana Čimrova (59"81) Margarita Nesterova (55"05)                      | 4'04"54 | Q    |
| 9    | 1        | 2      | Germania    | Lisa Graf (1'01"73) Vanessa Grimberg (1'09"19) Alexandra Wenk (58"97) Annika Bruhn (54"92)                                    | 4'04"81 |      |
| 10   | 1        | 6      | Francia     | Mathilde Cini (1'02"37) Coralie Dobral (1'09"17) Marie Wattel (59"59) Charlotte Bonnet (55"06)                                | 4'06"19 |      |
| 11   | 2        | 1      | Rep. Ceca   | Simona Baumrtova (1'01"04) Martina Moravcikova (1'08"45) Barbora Zavadova (1'00"93) Anna Kolarova (56"48)                     | 4'06"90 |      |
| 12   | 1        | 7      | Belgio      | Maaike Ramael (1'04"38) Fanny Lecluyse (1'08"67) Kimberly Buys (58"08) Jolien Sysmans (55"94)                                 | 4'07"07 |      |
| 13   | 2        | 5      | Finlandia   | Mimosa Jallow (1'02"56) Jenna Laukkanen (1'09"18) Tanja Kylliaeinen (1'01"55) Hanna-Maria Seppälä (55"19)                     | 4'08"48 |      |
| 14   | 1        | 1      | Serbia      | Andrea Basaraba (1'07"78) Jovana Bogdanovic (1'16"72) Katarina Simonovic (1'04"91) Miroslava Najdanovski (57"60)              | 4'27"01 |      |

### Finale
| Pos. | Corsia | Nazione     | Atlete | Tempo   | Note           |
| ---- | ------ | ----------- | --- | ------- | -------------- |
|      | 4      | Danimarca   | Mie Nielsen (1'00"37) Rikke Møller Pedersen (1'06"07) Jeanette Ottesen (56"15) Pernille Blume (53"03)                           | 3'55"62 | Record europeo |
|      | 3      | Svezia      | Ida Lindborg (1'01"25) Jennie Johansson (1'06"28) Sarah Sjöström (55"47) Michelle Coleman (53"04)                               | 3'56"04 |                |
|      | 6      | Regno Unito | Georgia Davies (1'00"00) Sophie Taylor (1'06"97) Jemma Lowe (57"97) Francesca Halsall (53"03)                                   | 3'57"97 |                |
| 4    | 5      | Paesi Bassi | Wendy Zanden (1'02"31) Moniek Nijhuis (1'06"70) Inge Dekker (56"92) Femke Heemskerk (52"40)                                     | 3'58"33 |                |
| 5    | 2      | Italia      | Carlotta Zofkova (1'00"65) Arianna Castiglioni (1'07"31) Ilaria Bianchi (57"60) Erika Ferraioli (54"06)                         | 3'59"62 |                |
| 6    | 8      | Russia      | Daria Ustinova (1'00"85) Vitalina Simonova (1'07"81) Svetlana Čimrova (59"00) Veronika Popova (53"90)                           | 4'01"56 |                |
| 7    | 1      | Spagna      | Duane Da Rocha Marce (1'00"58) Jessica Vall Montero (1'07"36) Judit Ignacio Sorribes (1'00"11) Fatima Gallardo Carapeto (54"79) | 4'02"84 |                |
| 8    | 7      | Ucraina     | Daryna Zevina (1'01"96) Mariya Liver (1'07"13) Lyubov Korol (1'00"01) Darya Stepanyuk (55"34)                                   | 4'04"44 |                |